# Yaphet Kotto
Yaphet Frederick Kotto (15. november 1939, død 15. marts 2021) var en amerikansk skuespiller, kendt fra en række film og tv-serier. Han havde blandt andet en af hovedrollerne i tv-serien Homicide: Life on The Street (1993–1999), og blandt hans mest kendte film var Alien (1979), Sidste chance (1987) og Midnight Run (1988), ligesom han spillede hovedskurken Dr. Kananga/Mr. Big i James Bond-filmen Live and Let Die (1973).